# Giraud de Barri
Pour les articles homonymes, voir Giraud et Barry.
Giraud de Barri, ou Giraud le Cambrien (Giraldus Cambrensis en latin), également appelé Gerallt Gymro en gallois, ou Gérard de Galles en français, Gerald of Wales en anglais, ou encore Gérald Barry en français, est un juriste et historien ecclésiastique gallois, fin lettré latin du XIIe siècle, compagnon du roi Henri II Plantegenêt.
Cet historien de la « Conquête de l'Irlande » est une des personnalités cléricales et intellectuelles du Pays de Galles et d'Angleterre, c'est-à-dire de l'île de Bretagne de cette époque.

## Sa vie

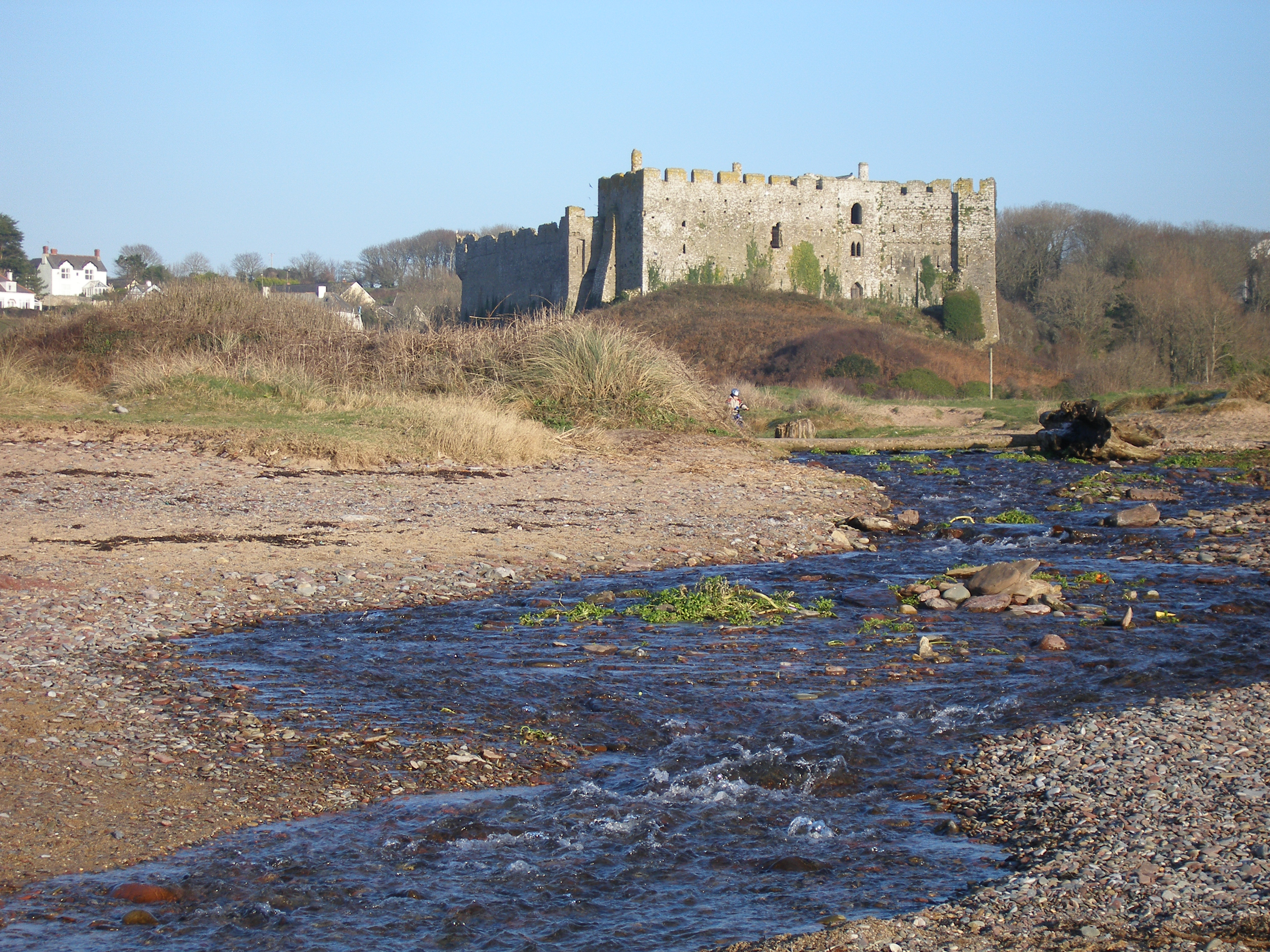
Le château de Manorbier, lieu de naissance de Giraud de Barri

Petit-fils du baron normand Gerald de Windsor et de la princesse galloise Nest, fille du prince Rhys ap Tewdwr, il naquit vers 1145 au château du bourg gallois de Manorbier dans le Pembrokeshire, dans le Sud du pays de Galles. 
Son père était le chevalier normand Guillaume de Barri (d'après l'île galloise), et sa mère Angharad descendait des princes gallois du Sud.
L'un de ses oncles maternels, David FitzGerald, était monté sur le siège épiscopal de St David's, la ville du nom du prestigieux saint gallois (devenu saint national). Toute son enfance il fut encouragé à étudier et à suivre cet exemple. 
L'âge venu, il quitta le château familial pour étudier à l'abbaye bénédictine de St Peter de Gloucester, dirigé par l'abbé français Aimelin. S'il en apprécia l'instruction (il y acquit le latin et la connaissance des auteurs classiques), il critiqua vertement les mœurs éloignées de l'idéal religieux de pauvreté. 
De Gloucester il alla à Paris où il résida, n'ayant pas 20 ans, d'août 1165 à 1174, à l'approche de la trentaine. Il retourna alors en Angleterre puis en Pays de Galles.  
Il rêva longtemps d'occuper le siège épiscopal de Tyddewi (nom gallois de St David's, en Pembroke) sans reconnaître la suprématie de l'archevêque de Canterbury, et d'être nommé ensuite archevêque de Galles. Ce fut le combat de sa vie, et il refusa pour cela bien d'autres évêchés gallois ou irlandais, préférant rester archidiacre de Brecon. Son espoir de succéder à son oncle à la tête de l’évêché fut réduit à néant, peut-être à cause de son sang gallois. 

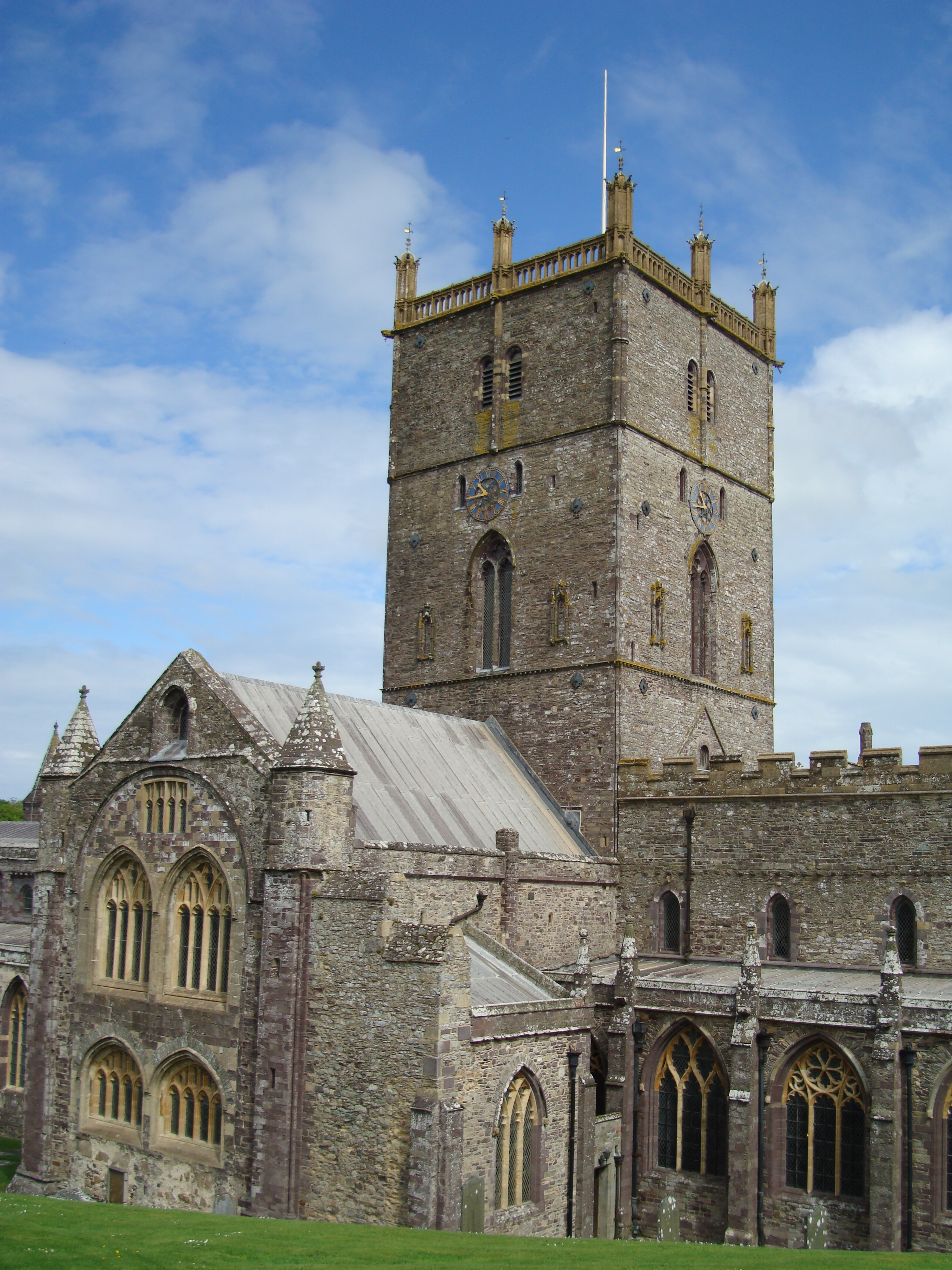
Cathédrale de Saint David's aujourd'hui

Malgré cet échec, il put devenir l’aumônier du roi Henri II Plantagenêt en 1184, et fut choisi pour accompagner l’un des fils du roi, Jean sans Terre, lors d’une expédition en Irlande. Ce voyage fut le point de départ de sa carrière littéraire : dans la Topographia Hibernica (1188), Gérald rassemble ses découvertes, notamment l’examen d’un manuscrit que l’on suppose être le Livre de Kells. Cette première œuvre fut suivie, peu après, d’un compte-rendu de la conquête de l’Irlande par Henri II, sous le titre Expugnatio Hibernica.
À ses frais, il organise une coûteuse lecture publique à l'université d'Oxford prévue en trois jours, à l'intention des clercs et autres écoliers. Durant la première séance, il y invite les pauvres (participants), qui seront logés et nourris chez lui. La seconde séance est l'occasion de partager avec les docteurs et les clercs. Les bourgeois et soldats sont conviés à l'ultime séance de lecture.
Ayant ainsi démontré son utilité, Gérald fut désigné pour accompagner l'archevêque de Cantorbéry, Baudouin d'Exeter, lors d’un voyage au Pays de Galles en 1188 qui était destiné à recruter des hommes pour la troisième croisade. Le récit de ce circuit, dans l’Itinerarium Cambriae (1191), fut suivi par le Descriptio Cambriae de 1194. Ces ouvrages sur le pays de Galles gardent une valeur historique considérable, notamment en raison des descriptions qu’ils contiennent, et ce malgré le manque d’objectivité de l’auteur. En 1198, une autre occasion de devenir évêque de St David’s se présenta à Gérald, mais sa candidature fut une nouvelle fois rejetée. Il contesta sans succès et à plusieurs reprises cette décision, avant d’abandonner en 1203 et de finir sa vie dans l’étude, en écrivant des travaux d’instruction religieuse et de politique. Sa mort, mal connue, se produisit vers l’an 1223, probablement à Lincoln.

## Travaux
Les écrits de Giraud en latin de bonne qualité, basés sur une connaissance approfondie des auteurs classiques, reflètent les expériences acquises au cours de ses voyages ainsi que sa grande connaissance des autorités classiques. Il fut respecté en tant qu'érudit en son temps et après. L'historien Edward Augustus Freeman (1823-1892), dans son ouvrage Norman Conquest, affirme qu'il était « le père de la philologie comparée », et dans la préface du dernier volume des travaux de Giraud, l'appelle « l'un des hommes les plus savants d'un âge savant », « l'érudit universel ».  Ses écrits étaient prolifiques, atteignant environ dix volumes dans les éditions imprimées modernes. Giraud était un homme d'opinions fortes dont les œuvres sont souvent polémiques, incluant des attaques amères contre ses ennemis, mais il avait également une curiosité intense, enregistrant des détails très précieux de la vie quotidienne dans ses œuvres ethnographiques.
Il est généralement admis que ses œuvres les plus illustres sont celles traitant du Pays de Galles et de l'Irlande, avec ses deux livres sur le Pays de Galles les plus importants: Itinerarium Cambriae et Descriptio Cambriae qui en disent long sur l'histoire et la géographie galloises et réfléchissent sur la relation culturelle entre les Gallois et les Anglais. Giraud, malgré son désir d'une église galloise indépendante et son admiration pour une partie de la vie galloise, reste fidèle à la règle de Norman Marcher, considérant les Normands comme plus civilisés que les Gallois, un sentiment reflété dans ses écrits. Le professeur Davies nous dit que Gerald, qu'il appelle « un admirable conteur », est la seule source pour certains des contes folkloriques gallois les plus célèbres, y compris la déclaration du vieil homme de Pencader à Henri II qui conclut Descriptio Cambriae.
Gerald était un étudiant passionné et observateur de l'histoire naturelle, mais la valeur de ses observations est amoindrie par la crédulité et l'incapacité de distinguer le fait de la légende. 
Il est l'un des rares auteurs à mentionner un barde célèbre de son temps; le 'fameux fabulateur' Bléhéri. 

## Ses œuvres

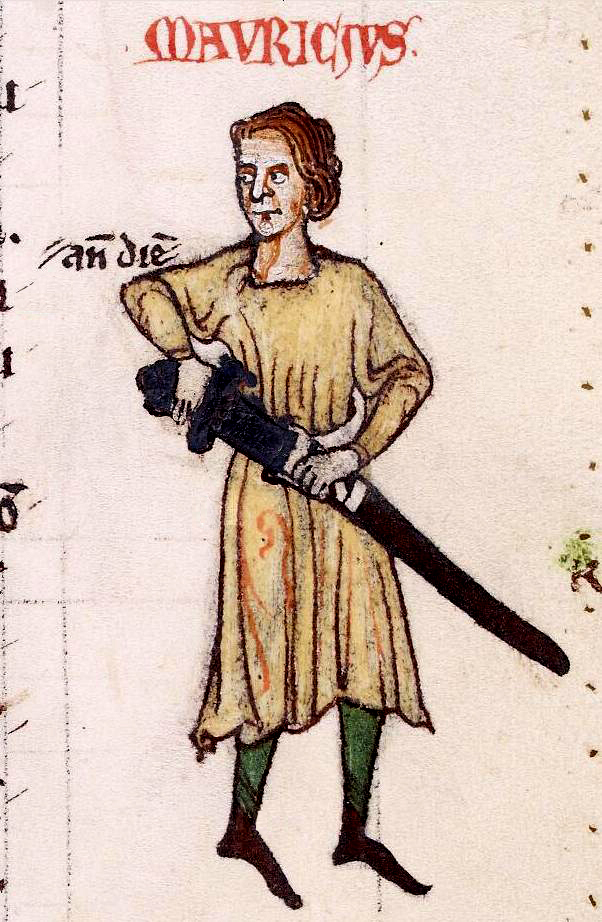
Un dessin présentant l'oncle de Giraud de Barri, Maurice FitzGerald, Lord de Llansteffan, à partir d'un manuscrit de lExpugnatio Hibernica.

Il est l'auteur de dix-sept ouvrages connus dont :
- Topographia Hibernica (1188), traduit sous le titre The history and topography of Ireland (1951, 1982)
- Expugnatio Hibernica
- Itinerarium Cambriae (1191), le plus connu, traduit en anglais sous le titre The Journey through Wales (1978). Il y raconte son périple en Galles pour prêcher la troisième croisade en compagnie de l'archévêque Baudouin (ou Baldwin).
- Descriptio Cambriae (1194),  connu sous le titre traduit The Description of Wales (lire en ligne, sur gutenberg.org)
- De instructione principis
- De rebus a se gestis, autobiographie, traduit en anglais sous le titre The autobiography of Giraldus Cambrensis (1937)
- De iure et statu Menevensis ecclesiae
- Gemma ecclesiastica
- Speculum ecclesiae, satire contre les mœurs des moines
- Symbolum electorum
- Invectiones
- Retractationes
- Vita sancti Hugonis Lindensis
- Vita Galfridi archiepiscopi Eboracensis
- Vita sancti Ethelberti
- Vita sancti Remigii, vie de Saint Rémy
- De vita Sancti Davidis Archiepiscopi Menevensis, vie de Saint David, le saint gallois de la ville dont il rêvait d'occuper le siège épiscopal.

Les ouvrages suivants sont perdus :
- Duorum speculum
- Vita sancti Karadoci
- De fidei fructu fideique defectu
- Cambriae mappa

Œuvres complètes en latin : Giraldi Cambrensis Opera, 8 vol., J. S. Brewer ed., London, 1861-1867.
Quelques œuvres ont été éditées par William Camden, dans sa Collection d'anciens historiens, Francfort, 1602, in-folio.
Marie-Nicolas Bouillet  et Alexis Chassang (dir.), « Giraud de Barri » dans Dictionnaire universel d’histoire et de géographie, 1878 (lire sur Wikisource)

## Liens
- Ressources relatives à la littérature :   - Archives de littérature du Moyen Âge
  - Internet Speculative Fiction Database
- Ressources relatives aux beaux-arts :   - British Museum
  - Union List of Artist Names
- Ressource relative à la religion :   - Catholic Hierarchy
- Ressource relative à la musique :   - Grove Music Online
- Ressource relative à la recherche :   - Isidore
- Notices dans des dictionnaires ou encyclopédies généralistes :   - Britannica
  - Brockhaus
  - Deutsche Biographie
  - Dictionary of Irish Biography
  - Dictionary of Welsh Biography
  - Enciclopedia italiana
  - Enciclopedia De Agostini
  - Gran Enciclopèdia Catalana
  - Internetowa encyklopedia PWN
  - Nationalencyklopedin
  - Oxford Dictionary of National Biography
  - Proleksis enciklopedija
  - Store norske leksikon
- Notices d'autorité :   - VIAF
  - ISNI
  - BnF (données)
  - IdRef
  - LCCN
  - GND
  - Italie
  - Japon
  - CiNii
  - Espagne
  - Pays-Bas
  - Pologne
  - Israël
  - NUKAT
  - Suède
  - Vatican
  - Australie
  - Norvège
  - WorldCat